# Laurent Madouas
Laurent Madouas (* 8. Februar 1967 in Rennes,  Region Bretagne) ist ein ehemaliger französischer Radrennfahrer.  Er war von 1988 bis 2001 Profi.

## Karriere
1988 unterschrieb Madouas einen Vertrag bei Crédit Agricole und konnte in diesem Jahr einen dritten Platz beim GP Tell und einen 10. Platz beim Grand Prix des Amériques erzielen. 1988 siegte er in der Tour of the Cotswolds. Bei der Lombardei-Rundfahrt 1992 erreichte er den 11. Platz. Den Giro d’Italia 1995 sowie die Tour de France konnte er auf dem 12. Platz beenden und erreichte jeweils beim GP Ouest France-Plouay und der La Poly Normande den zweiten Platz. 1996 belegte er den vierten Platz bei Lüttich–Bastogne–Lüttich und wurde im Jahr darauf Neunter. Ebenfalls 1997 wurde er beim Classique des Alpes und beim Grand Prix de Wallonie jeweils Zweiter. 1999 gewann er eine Etappe beim Critérium du Dauphiné.
Madouas beendete seine Karriere 2001 bei Festina-Lotus.

## Familie
Sein Sohn Valentin ist ebenfalls Radrennfahrer.

## Doping
Madouas wurde 1993 positiv auf das Dopingmittel Salbutamol getestet und für einen Monat vom französischen Radsportverband gesperrt.

## Erfolge
1993
- eine Etappe Circuit Cycliste Sarthe

1994
- Cholet-Pays de Loire

1995
- Französische Meisterschaften – Straßenrennen

1996
- eine Etappe Schweden-Rundfahrt

1999
- eine Etappe Critérium du Dauphiné

## Grand-Tours-Platzierungen
| Grand Tour            | 1993 | 1994 | 1995 | 1996 | 1997 | 1998 | 1999 | 2000 |
| --------------------- | ---- | ---- | ---- | ---- | ---- | ---- | ---- | ---- |
| Giro d’ItaliaGiro     | 34   | 27   | 12   | –    | –    | –    | –    | –    |
| Tour de FranceTour    | 22   | DNF  | 12   | 23   | 25   | 22   | 44   | 35   |
| Vuelta a EspañaVuelta | –    | –    | –    | –    | –    | DNF  | –    | –    |